# Pavese (arma)

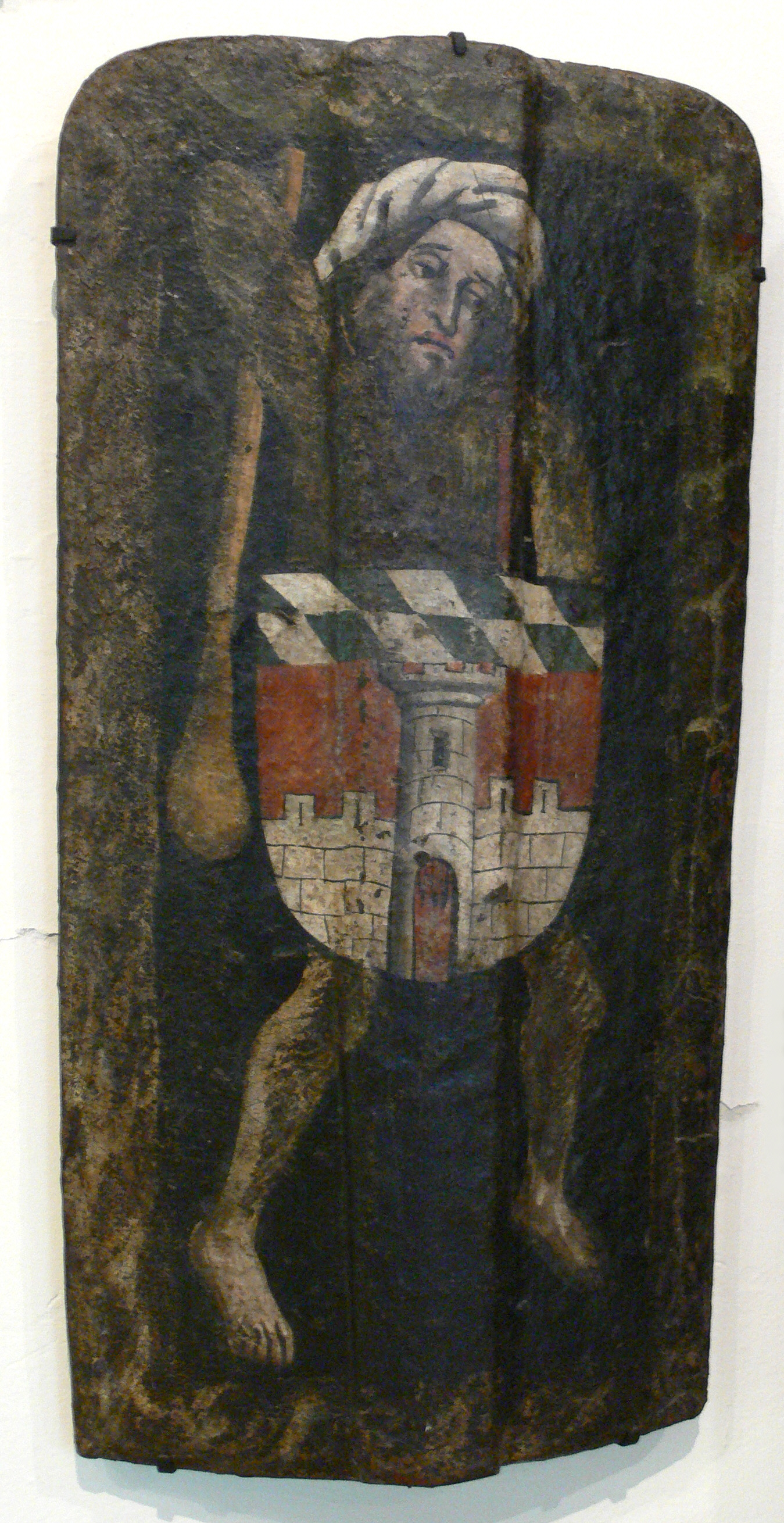
Scudo Pavese del 1450 (Bayerisches Nationalmuseum, Monaco)

Il pavese, o più raramente palvese, era un'arma difensiva che rassomigliava a un grande scudo rettangolare, e che per il suo peso, era portato da un soldato, chiamato pavesaro o palvesaro.  Questi quasi sempre accompagnava i balestrieri e poneva nel combattimento il palvese con il lato inferiore a terra innanzi a essi, facendo in modo che l'intero corpo rimanesse riparato contro il nemico. Adempivano allo stesso compito del mantelletto.

## Storia
Incerta è l'origine del suo nome, sappiamo tuttavia che i pavesi o palvesi si svilupparono in Toscana intorno agli anni trenta del Duecento. Dalla Toscana si diffusero prima nel Mezzogiorno d'Italia ed in seguito, tramite Bologna, Genova e Venezia, verso il 1330 il loro uso è documentato nel Nord Italia per poi affermarsi nel resto d'Europa.
Nel Medioevo erano elencati con le munizioni di guerra tenute dai municipii e si chiamavano anche tavolacci e targoni.
In origine i pavesi erano di legno, molto pesanti, con copertura esterna di tela, gesso, e anche in metallo mentre internamente erano foderati di pelle. Qualche volta avevano una feritoia, oppure erano accoppiati a cerniera.
I pavesi italiani erano sempre realizzati in legno ed erano ricoperti di cuoio, prodotti in diverse dimensioni, potevano essere alti anche 180 cm ed erano di forma rettangolare ed inarcata. Erano utilizzati anche dalla fanteria pesante insieme alla lancia ma, a partire dal secondo decennio del Quattrocento, almeno in Italia, conobbero una progressiva decadenza, tanto che, progressivamente, cessò la loro produzione.
Generalmente erano alti poco più di un metro e larghi la metà e pesavano intorno ai dieci chilogrammi.
Spesso sui pavesi era raffigurato l'emblema della città di appartenenza o il santo protettore. 

### Utilizzo
Il pavese fu utilizzato nelle tecniche di guerra nel medioevo, in particolare da arcieri e balestrieri durante gli assedi. Tale tipo di difesa era particolarmente utile quando l'arciere o balestriere ricaricava l'arma, situazione che lo rendeva più esposto agli attacchi degli assediati: il pavese offriva, in quel momento, una copertura quasi completa del corpo. 
Tale scudo fu utilizzato fino al XV-XVI secolo.